# Goriška matica
Goriška matica je bila založba v Gorici, ki je delovala od leta 1919 do 1940. Od leta 1933 se je uradno imenovala Unione editoriale Goriziana.

## O založbi
Po prvi svetovni vojni je Primorska pripadala Italiji, primorski Slovenci so ostali odrezani od matičnega naroda. Pretok informacij in kulturnih dobrin med Italijo in Jugoslavijo je bil skoraj v celoti onemogočen, zato so na Goriškem leta 1919 ustanovili svojo založbo - Goriško matico. Njen ustanovitelj je bil Anton Gregorčič, ki je bil lastnik Narodne tiskarne v Gorici. Do leta 1925 je založba spadala pod to tiskarno, nato pa je postala samostojna književna zadruga. Knjige je od tedaj začela tiskati pri Tiskarni Edinost v Trstu, sedež Goriške matice pa je ostal v Gorici.
Matica naj bi postala »kulturno ognjišče našega naroda, bivajočega v Italiji«. K sodelovanju je vabila tiste slovenske pisce, ki naj bi s svojimi deli pripomogli k ohranjanju slovenskega jezika in narodne zavesti primorskih Slovencev. Vabilu se je odzval France Bevk, ki se je preselil v Gorico in postal uradni pisatelj. Leta 1923 je postal tudi član uredniškega odbora, nato pa njen ravnatelj. Uredništvo je skupaj z Damirjem Feiglom vodil do začetka druge svetovne vojne.
Prva knjiga je bil Koledar za prestopno leto 1920, naslednje leto je izdala Koledar za navadno leto 1921 in eno leposlovno delo, nato pa se je število leposlovnih, nabožnih, poljudnoznanstvenih, poučnih in mladinskih knjig, izdanih ob vsakoletnem koledarju, večalo. Leta 1924 je izdala 3 dela, v naslednjih letih pa 4–10. Poljudnoznanstvene knjige so bile s področja zdravilstva, rastlinstva, gospodarstva, kmetijstva, zemljepisa, zgodovine, astrologije, tehnike, kemije, vzgoje in drugih praktičnih področij. Koledarji pa so vsebovali leposlovne, zgodovinske in poučne prispevke. Dela so bila namenjena vsem družbenim slojem in starostnim skupinam.
Leta 1933 je prevzela izdajo zbirk Luč in Biblioteka za pouk in zabavo, ki sta do tedaj izhajali pri Tiskarni Edinost. V teh letih se je zaostrilo preganjanje slovenskih knjig, takoj po natisu so morale v cenzuro. Oblast je zavirala prodajo ne glede na izid cenzure. Ob koncu 1928. in začetku 1929. leta so zaplenili preko sto petdeset tisoč izvodov Goriške matice, Goriške Mohorjeve družbe ter knjižne zbirke Luč. V naslednjih letih so se bile zaplembe še pogostejše. 3. maja 1941 je bila matica na pritisk oblasti razpuščena, to pa je pomenilo konec slovenske založniške dejavnosti na Primorskem.

## Uredniki
Andrej Pavlica (1919–1924), France Bevk in Damir Feigel (1924–1940).

## Sodelavci
- Pisci leposlovnih del: Just Bačar, Davorina Bevk, France Bevk, Gizela Belinger Ferjančič, Andrej Budal, Alojzij Carli, Ciril Cej, Lavo Čermelj, Ciril Drekonja, Damir Feigel, Janko Furlan, Alojz Gradnik, Ferdo Kleinmeyr, Mirko Košir, Ivan Kovačič, Miško Kranjec, Joža Lovrenčič, Bogomir Magajna, Gabrijel Majcen, Ivan Meze, Andrej Pavlica, Josip Potrata, Ivan Pregelj, Alojzij Remec, Josip Ribičič, Just Ušaj, Prežihov Voranc, Ivan Vouk, Stanko Vuk
- Oblikovalci grafične opreme in ilustracij: Milko Bambič, Julče Božič, Avgust Andrej Bucik, Avgust Černigoj, Maksim Gaspari, France Gorše, Franjo Kopač, Anton Koželj, Tone Kralj, Zorko Lah, Josip Pukl, Ljubi Ravnikar, Lojze Spacal, Lojze Spazzapan, Jože Srebrnič
- Prevajalci tujih del: France Bevk je prevajal pisce, kot so W. S. Reymont, Eliza Orzeszkowa, John Godyn, Karel Čapek, Dostojevski, Vazov, Sándor Petőfi. Ferdo Kleinmeyr je prevedel Robinsona Daniela Defoeja, Andrej Budal pa dela Giovannija Verge, Grazie Deledda, Karla Čapka.

## Signet
Signet ali založniško znamenje je logotip založb. Goriška matica je najprej uporabljala za signet krog s temno podlago in vanj vpisanima prepletenima začetnicama GM, kasneje pa je dobil znak romboidno obliko. Ohranjen je izviren lesorezni kliše drugega signeta, ki ga je ustvaril grafik Josip Srebrnič.